# Блю
«Блю» (англ. Blue) — последний фильм британского режиссёра Дерека Джармена, вышедший в 1993 году, за четыре месяца до смерти создателя от осложнений, вызванных СПИДом. К моменту выхода фильма на экраны Джармен частично ослеп от этих осложнений.
Фильм, ставший своего рода завещанием кинематографиста, содержит только один кадр ярко-синего цвета, заполняющий экран в качестве фона для звукового сопровождения, в котором Джармен и несколько его любимых актёров описывают жизнь и взгляды режиссёра.
Фильм был выпущен на DVD в Германии и Италии. 23 июля 2007 года британский дистрибьютор Artificial Eye выпустил на DVD «Блю» вместе с Glitterbug, коллажем Джармена из кадров, снятых на плёнку Super 8.
На Эдинбургском кинофестивале 1993 года фильм получил приз в категории «Лучший британский фильм». Он также заслужил почётное упоминание жюри на МКФ в Стокгольме в 1994 году. В 2011 году «Блю» вошёл в список ста лучших британских фильмов всех времен, составленный журналом Time Out.

## В ролях
В фильме звучат голоса следующих людей:
- Дерек Джармен
- Тильда Суинтон
- Джон Квентин
- Найджел Терри